# Lectura Dantis

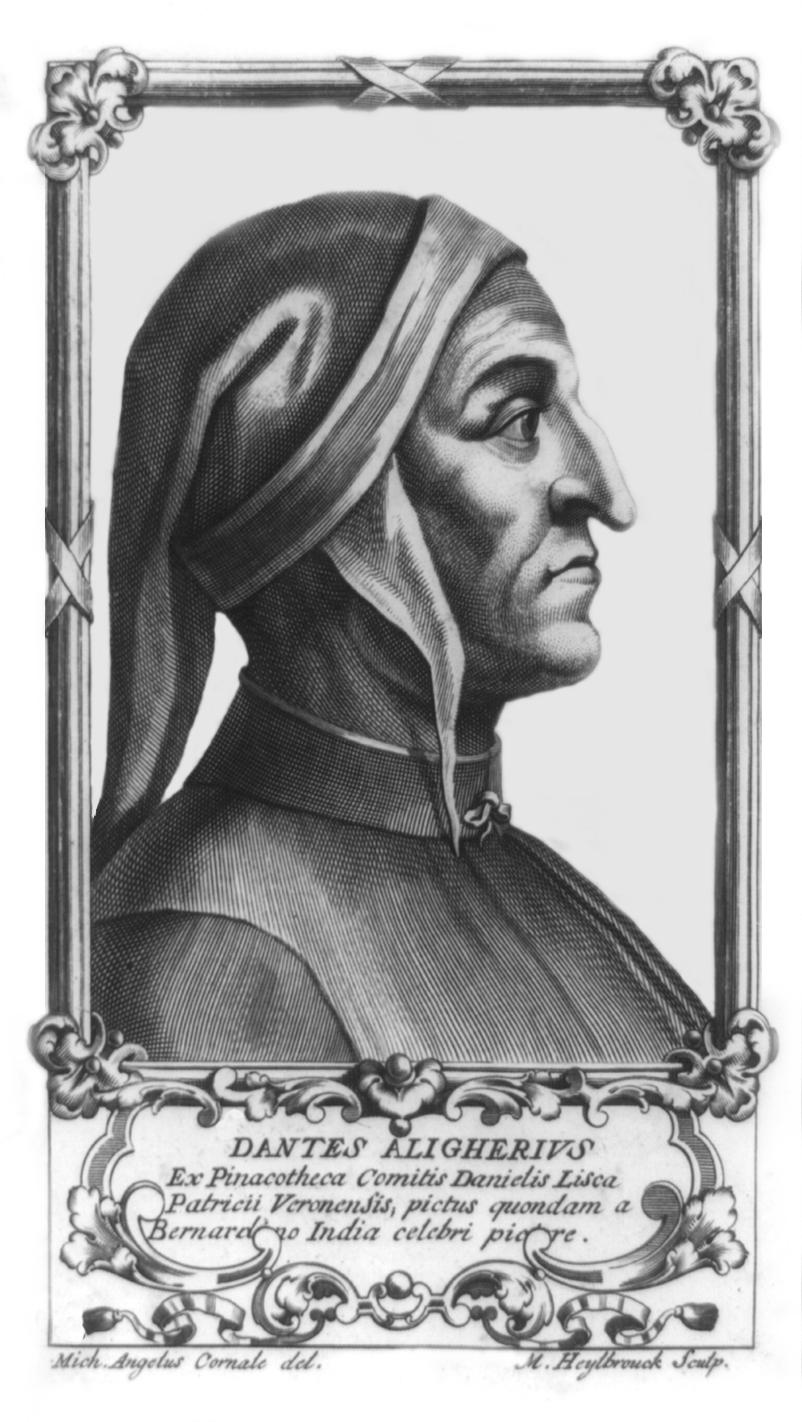
Ritratto di Dante Alighieri

La lectura Dantis è il nome con cui si identifica la lettura ad alta voce, o declamazione pubblica, delle opere di Dante Alighieri, in particolare dei canti della Divina Commedia.

## Storia
La tradizione secolare della Lectura Dantis si fa risalire alle Esposizioni sopra la Commedia di Giovanni Boccaccio, iniziate in Orsanmichele, a Firenze, il 23 ottobre del 1373.
La Lectura Dantis comprende sia la declamazione dei versi sia il loro commento, compiuti anche da persone diverse, e la recitazione può essere essa stessa considerata momento di interpretazione esegetica. È innegabile peraltro che l'atto della recitazione dei canti della Divina Commedia ha rappresentato nelle diverse epoche uno stimolo alla riflessione critica sull'opera di Dante contribuendo in modo considerevole sia alla fortuna dell'opera che allo sviluppo degli studi.

## Nella cultura di massa
Nel XX secolo i momenti della declamazione (lectura espressiva) e del commento (lectura esegetica) hanno preso a scindersi, originando tradizioni esegetiche distinte (lectura Dantis ravennate, genovese, romana, ecc.). La declamazione si è andata evolvendo verso vere e proprie performance di carattere sempre più teatrale. Tra queste ultime sono da citare le letture di Vittorio Gassman, di impostazione classica, di Carmelo Bene, di Vittorio Sermonti.
Note e coronate da successo le letture proposte da Roberto Benigni, non esenti però da critiche di natura anche strettamente esegetica (più che recitativa).
Dal 2015 Franco Ricordi ha dato vita ad una nuova Lectura Dantis, in senso sia teatrale sia filosofico, e ha conseguito un particolare successo nell'estate 2020 presso le Terme di Caracalla a Roma.
Nel 2021, in occasione delle celebrazioni per il 700° anniversario dalla morte di Dante, dal 21 febbraio al 25 marzo (data, quest'ultima, cui parte di critica e studiosi fa risalire l'inizio del viaggio ultraterreno del poeta), Rai 5 propone una nuova lettura della Commedia (prima in video per intero e prima interpretata da una donna) ad opera di Lucilla Giagnoni, registrata presso il Teatro Faraggiana di Novara, di cui è direttrice artistica.